# 美國參議院助理秘書長
美國參議院助理秘書長（英語：assistant secretary of the United States Senate）掌管美國參議院秘書處，在秘書長缺席期間代理其職務。
1789年，參議院秘書長獲准聘用「一名首席書記」。這名首席書記，或稱書記長，多年來在議場內主責閱卷。到了1960年代，為因應秘書長日益繁重的行政職責，該職位升格為參議院助理秘書長，監管秘書長辦公室轄26個部門的行政管理，在秘書長缺席時亦代行其職責。
依美國參議院常設規則第一條所定，助理秘書長可代行秘書長所有職責，連同在美國參議院臨時議長缺席時代理其職在內。
依美國國會圖書館、國會法律圖書館、和秘書處所載，現任助理秘書長Jody Wright自2025年2月25日起任職於第119屆美國國會。她的前任是Robert Paxton，於2023年至2025年擔任第118屆美國國會的參議院助理秘書長。再前任是Mary Suit Jones，於2021年至2022年擔任第117屆美國國會的參議院助理秘書長。

## 參議院助理秘書長一覽
| 屆 | 肖像 | 參議院助理秘書長 | 出身地 | 任期起迄             | 國會屆次                           | 備註 |
| -- | ---- | ---------------- | ------ | -------------------- | ---------------------------------- | ---- |
|    |      | Mary Suit Jones  |        | 2021年–2022年        | 第117屆美國國會                    |      |
|    |      | Robert Paxton    |        | 2023年–2025年        | 第118屆美國國會 至 第119屆美國國會 |      |
|    |      | Jody Wright      |        | 2025年2月25日 – 迄今 | 第119屆美國國會                    |      |

## 外部連結
- 參議院秘書處 (Office of Secretary of the Senate)